# إعلان قصر سانت جيمس
إعلان قصر سانت جيمس، أو إعلان لندن،  كان أول بيان مشترك للأهداف والمبادئ من قبل دول الحلفاء خلال الحرب العالمية الثانية. صدر الإعلان بعد الاجتماع الأول بين الحلفاء في قصر سانت جيمس في لندن في 12 يونيو 1941. ممثلو المملكة المتحدة، وأربعة من دول الكومنولث المتحاربة (كندا، أستراليا، نيوزيلندا وجنوب أفريقيا)، وثماني حكومات في المنفى (بلجيكا، تشيكوسلوفاكيا، اليونان، لوكسمبورغ، هولندا، النرويج، بولندا، يوغسلافيا) وفرنسا الحرة كانت طرفا في الإعلان. نصت على التزام الحلفاء بمواصلة الحرب ضد دول المحور (ألمانيا وإيطاليا) ووضع مبادئ لتكون بمثابة أساس للسلام في المستقبل.

## خلفية
بعد معركة فرنسا، أقامت الحكومات المنفية من بولندا وبلجيكا وهولندا ولوكسمبورغ نفسها في لندن وبدأت في العمل مع البريطانيين لتنسيق أنشطة المقاومة ومواصلة القتال. وبالمثل، أشار نداء شارل ديغول في 18 يونيو إلى بداية الحركة الفرنسية الحرة. بحلول عام 1941، فازت لجنة التحرير الوطنية التشيكية بقيادة إدوارد بينيس أيضًا بالاعتراف بالحكومة التشيكوسلوفاكية المؤقتة لأنها تعاونت بشكل وثيق مع بريطانيا.
انتهت حملة البلقان في 1 يونيو 1941، وتركت اليونان ويوغوسلافيا تحت احتلال المحور. كلتا الحكومتين ذهبت إلى المنفى؛ انضمت حكومة بيتر الثاني ليوغوسلافيا إلى الحلفاء الغربيين المنفيين في لندن، في حين أن الحكومة اليونانية لجورج الثاني شكلت في القاهرة.
أصبحت لندن، بصفتها عاصمة القوة المتحاربة الوحيدة في أوروبا التي لا تخضع لاحتلال المحور، مركزًا للنشاط الدبلوماسي للحلفاء. بحلول يونيو 1941، كانت المدينة قد تعرضت بالفعل لـ22 شهرًا من القتال في معركة بريطانيا وما تلاها من هجوم لندن الخاطف.

## المحتوى والتأثير
صدر إعلان قصر سانت جيمس ثلاثة قرارات. في الأول، أكد الأطراف تحالفهم، وتعهدوا بمساعدة بعضهم البعض في الحرب ضد ألمانيا وإيطاليا والتزام كل منهم «بأقصى طاقاته». في الثاني تعهد أن الحلفاء بأن لا يدخلوا في سلام منفصل، مشيرًا إلى أنه لا يمكن أن يكون هناك سلام حتى ينتهي تهديد سيطرة المحور. ألزم القرار الثالث الحلفاء بمبدأ السلام على أساس «التعاون الطوعي للشعوب الحرة» والذي «يمكن للجميع أن يتمتع بموجبه بالأمن الاقتصادي والاجتماعي».
كان الإعلان أول بيان صادر عن دول الحلفاء يعبر عن رؤية لنظام عالمي ما بعد الحرب. في أغسطس من عام 1941، وضعت بريطانيا والولايات المتحدة هذه الرؤية بشكل أكثر تفصيلاً في ميثاق الأطلسي. في سبتمبر، أصدر الاجتماع الثاني بين الحلفاء، والذي ضم السفير السوفيتي إيفان مايسكي، قرارًا يؤيد الميثاق. في يناير 1942، أصدرت مجموعة أكبر من الدول إعلان الأمم المتحدة، وأيدت نفس المبادئ التي تم طرحها في البداية في سانت جيمس وتعهدت بمقاومة دول المحور بشكل مشترك.